# Moca (Puerto Rico)
Moca és un municipi de Puerto Rico situat a la regió nord-oest de l'illa, també conegut amb el nom de Los Rebeldes, Los Vampiros i La Capital Del Mudillo. Confina al nord amb Isabela i Aguadilla; a l'est amb San Sebastián; a l'oest Aguada i al sud amb el Añasco. Forma part de l'Àrea metropolitana de San Germán-Cabo Rojo. Va ser fundat el 22 de juny de 1772 per José de Quiñones qui va demanar permís, juntament amb 71 veïns, al governador Miguel de Muesas per fundar el poble i l'església.
El municipi està dividit en 13 barris: Aceitunas, Capá, Centro, Cerro Gordo, Cruz, Cuchillas, Marías, Naranjo, Plata, Pueblo Zona Rural, Pueblo Zona Urbana, Rocha i Voladoras.

## Galeria

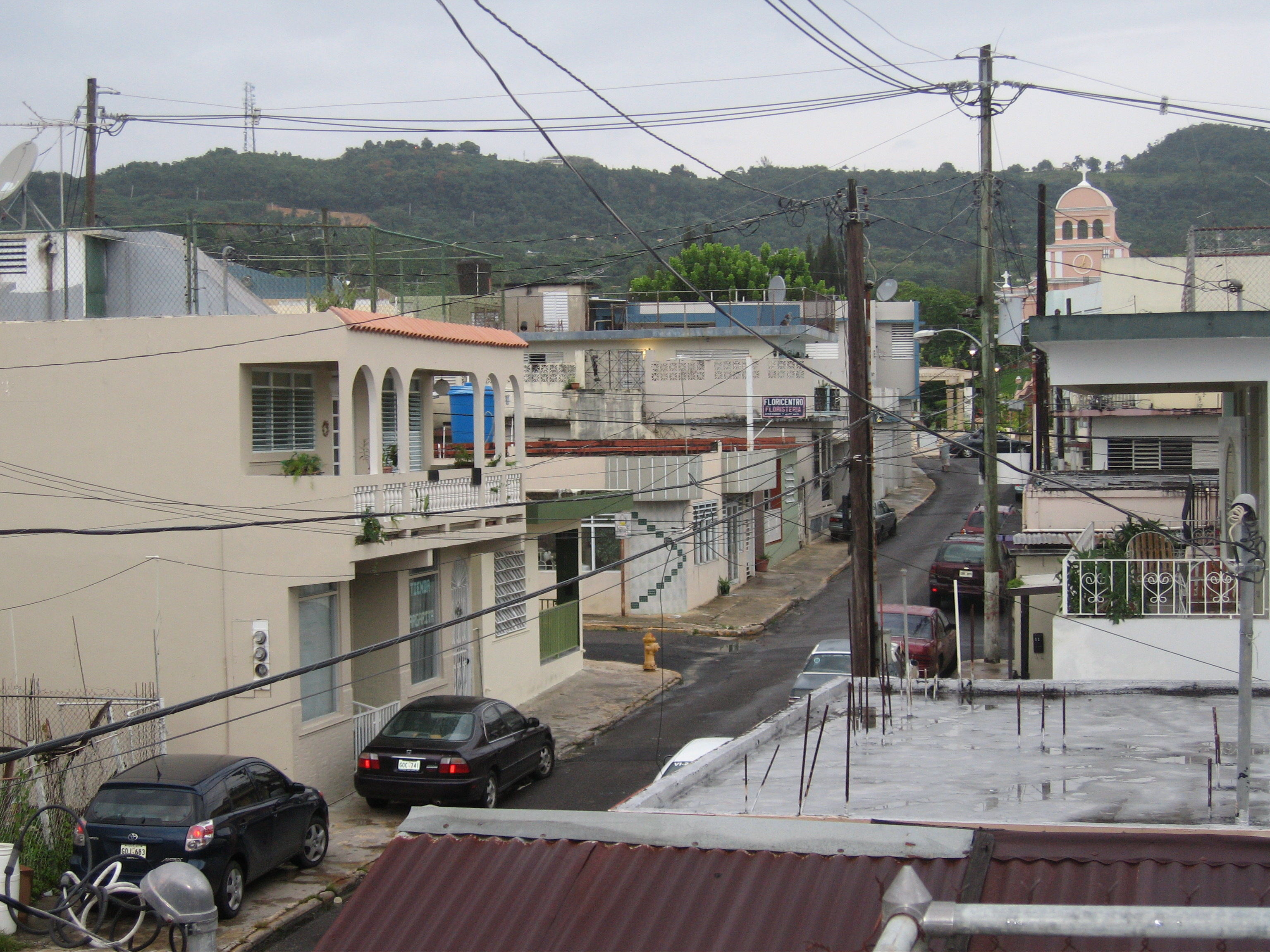
Moca Pueblo (2006)
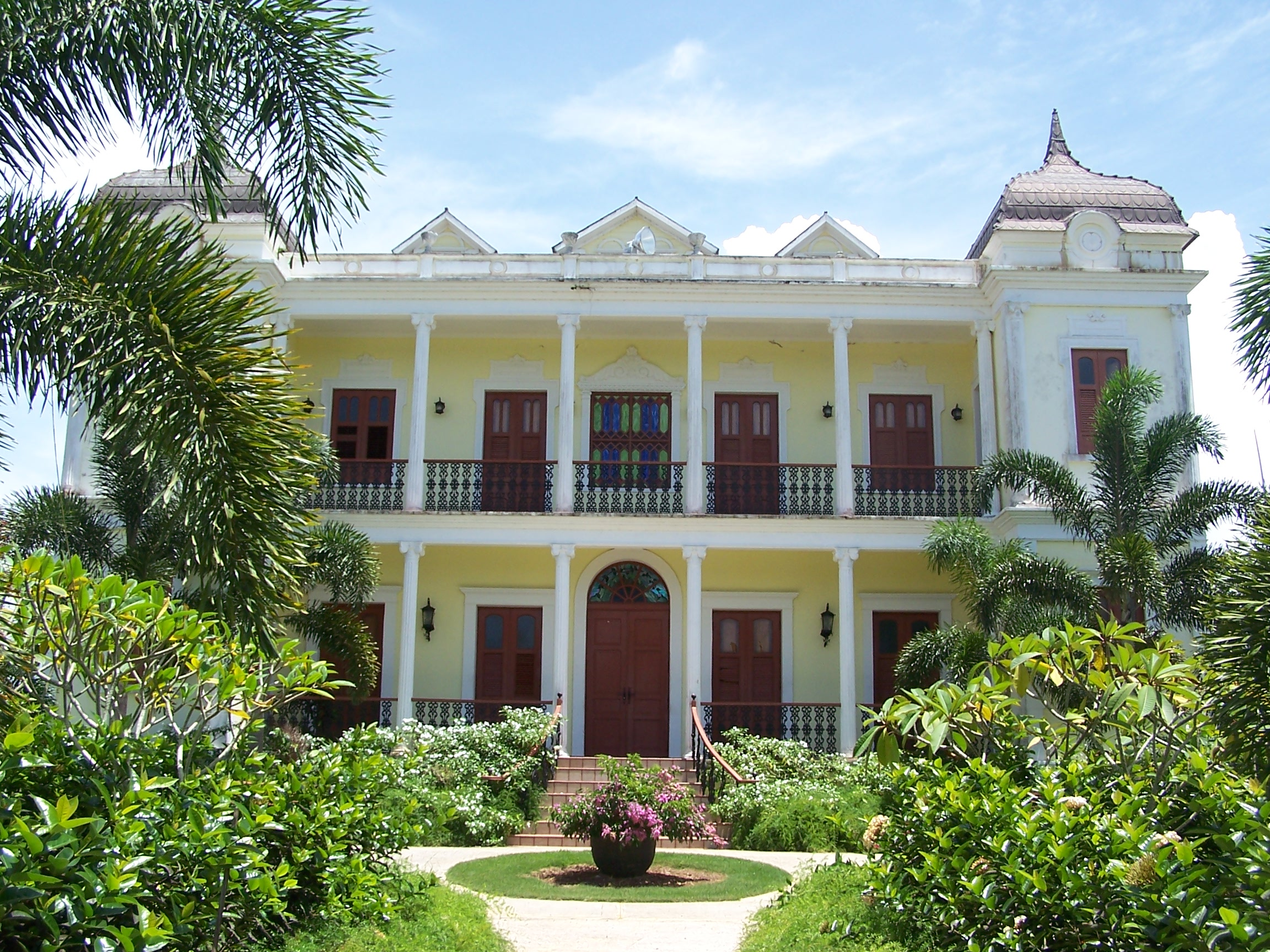
La Mansió Labadie (Palacete Los Moreau) va inspirar Enrique Laguerre per escriure La Llamarada.